# Reform Club

Logo del Reform Club

Il Reform Club (lett. "Club della riforma") è un club per gentiluomini londinese sito al numero 104 di Pall Mall nel centro di Londra.

## Storia
Fu fondato nel 1836 dal deputato Edward Ellice (1783-1863), inizialmente per far incontrare i membri di entrambe le camere del parlamento con le idee radicali, diffusesi in occasione del passaggio del Reform Act del 1832.
Se al tempo della sua fondazione il Club era legato al Partito Liberale, oggi non è legato a nessun partito politico e per entrare a farne parte non è necessario mostrare lealtà al partito liberale. Comunque il club continua a mantenere la sua tradizione liberale e progressista.

## Sede

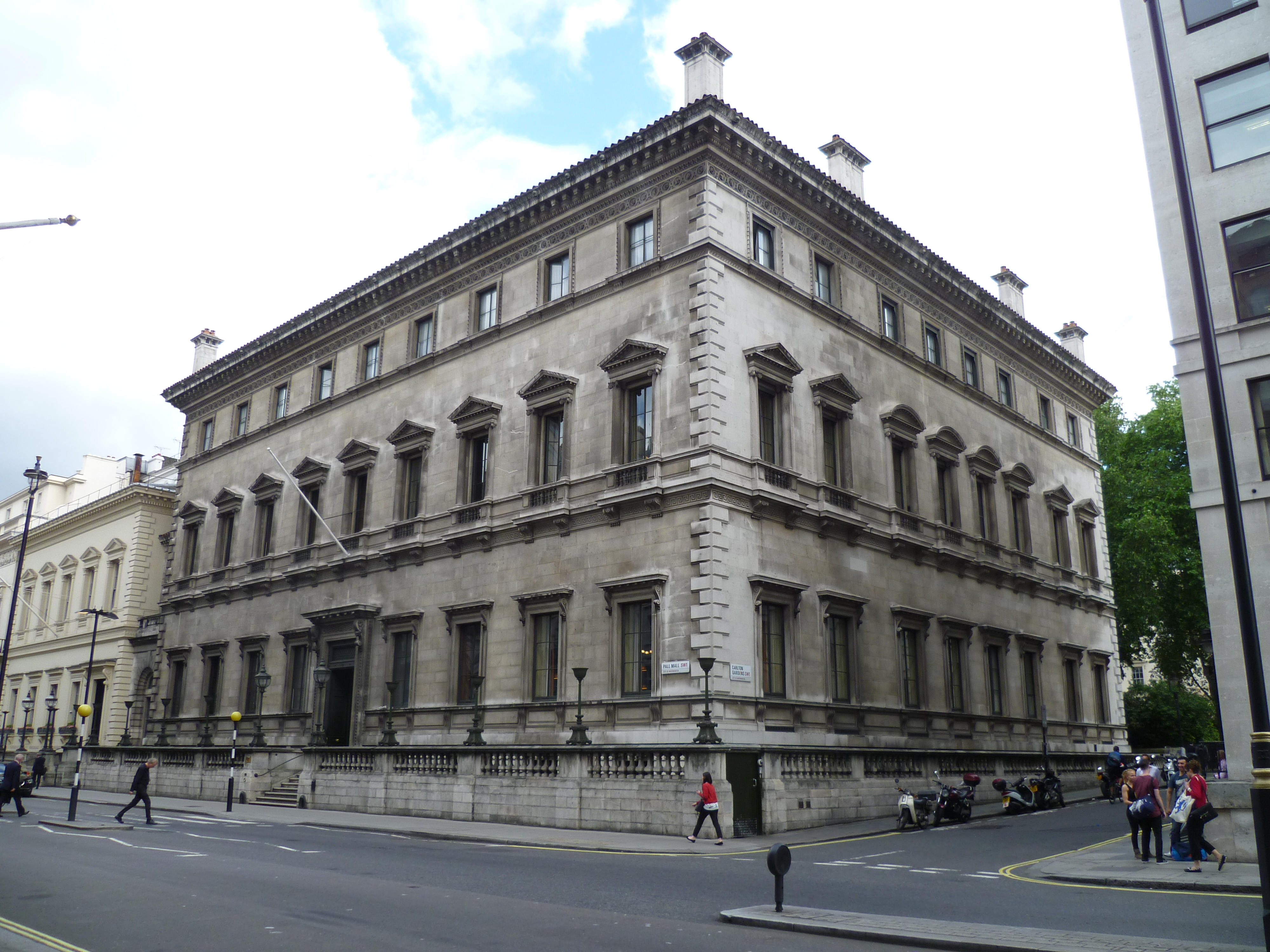
L'edificio che ospita il Reform Club

L'edificio neorinascimentale che ospita il club fu commissionato a Sir Charles Barry, uno dei più importanti architetti dell'epoca e costruito tra il 1837 e il 1841 dall'impresa di Grissell & Peto; ispirato ai palazzi del Rinascimento italiano, fu aperto nel 1841.
L'esterno è ispirato al Palazzo Farnese progettato da Antonio da Sangallo il Giovane e Michelangelo Buonarroti che l'architetto inglese studiò molto attentamente; all'interno si trova una biblioteca, una Coffee Room (nome tradizionale per la camera degli invitati), una stanza per fumatori e una per i giocatori di carte.

## Membri illustri del Reform Club
- S.A.R. Augusto, duca di Sussex
- S.A.R. Camilla, duchessa di Cornovaglia
- Sir Winston Churchill
- Sir Arthur Conan Doyle
- John Lambton, I conte di Durham
- Friedrich von Hayek
- Sir Henry Irving
- Sir Henry James
- Henry John Temple, III visconte Palmerston
- Lord John Russell
- Dame Kiri Te Kanawa
- Sir Ravinder Maini
- William Makepeace Thackeray
- H.G. Wells
- Richard Grosvenor, II marchese di Westminster
- Sally Greengross, baronessa Greengross

## Nella cultura di massa
Il club è diventato famoso anche grazie al romanzo di Jules Verne Il giro del mondo in 80 giorni, perché il protagonista Phileas Fogg ne è membro; ed è proprio durante una discussione tra una partita di carte e l'altra al Reform Club che Fogg scommette che sarebbe tornato nello stesso club entro ottanta giorni dopo avere compiuto il giro del mondo.